# Ondřej Rada
Ondřej Rada (* 21. února 1974 Praha) je český malíř a výtvarník.

## Život
V letech 1988 až 1992 studoval malbu na pražské Střední uměleckoprůmyslové škole. Následně pokračoval mezi roky 1992 až 1994 studiem knižní ilustrace a grafiky na Výtvarné škole Václava Hollara a stejné zaměření pak v letech 1994–1997 navštěvoval na Akademii výtvarných umění, kde ho vedl profesor Jan Hendrych.
Ve své tvorbě Rada kombinuje strukturální expresní pojetí s figurální tvorbou, ze které je patrný jeho vztah ke středověkým výtvarným dílům (například k Mistru Theodorikovi). Současně lze pozorovat i vztah k české výtvarné tradici. Spolu s tvorbou obrazů pracuje Rada také na grafikách či knižních ilustracích, ale navrhuje i vitráže, a to jak pro sakrální stavby, tak také pro soukromníky. Roku 1998 prezentoval svoji tvorbu na čtvrtém mezinárodním bienále mladých výtvarníků do 35 let nazvané Vox humana, jež se konala v Ostravě.

## Výstavy

### Samostatné
- 1993 – Detroit (Spojené státy americké)
- 1994 – Praha, Galerie Genesis
- 1996 – Praha, Kienbaum und partner
- 1997–1998 – Praha, kostel Českobratrské církve evangelické U Jákobova žebříku
- 1998 – Moravský Krumlov, Galerie Knížecí dům
- 1998 – Brno, červený kostel Českobratrské církve evangelické
- 1998 – Praha, Žižkovské divadlo Járy Cimrmana

### Kolektivní
- 1992 – Praha, Vánoční výstava v Galerii Genesis
- 1993 – Praha, Vánoční výstava v Galerii Genesis
- 1994 – Praha, Vánoční výstava v Galerii Genesis
- 1995 – Praha, Vánoční výstava v Galerii Genesis
- 1995 – Praha, Galerie Akademie výtvarných umění, Starý zákon v umění
- 1996 – Essen (Spolková republika Německo), Českoněmecká výstava
- 1998 – Ostrava, Nová radnice, výstava Vox humana
- 1999 – Dobříš, Městská galerie, Výstava křesťanského umění